# Buchanan Bay
Die Buchanan Bay ist eine geschützte Bucht an der Küste des ostantarktischen Georg-V.-Lands. Sie liegt an der Nahtstelle zwischen der Westflanke der Zunge des Mertz-Gletschers und dem Festland. Das Kap De la Motte begrenzt die Einfahrt zur Bucht an ihrer Westseite.
Entdeckt wurde die Bucht bei der Australasiatischen Antarktisexpedition (1911–1914) unter der Leitung des australischen Polarforschers Douglas Mawson. Dieser benannte sie nach dem britischen Ozeanographen John Young Buchanan (1844–1925), einem Sponsor der Forschungsreise und Teilnehmer der Challenger-Expedition (1872–1876).